# FS E.420
Die E.420 war eine vierachsige Elektrolokomotive der italienischen Ferrovie dello Stato (FS), die auf der mit 650 V aus der seitlichen Stromschiene elektrifizierten Strecke Mailand–Varese eingesetzt wurde.

## Geschichte
Die Lokomotive wurde in den Vereinigten Staaten gebaut und 1901 an die Società per le Strade Ferrate del Mediterraneo geliefert, die sie als RM.01 mit der Betriebsnummer 1 einstellte. Sie wurde auf den Ferrovie Varesine eingesetzt, einer Mailänder Vorortsbahn, die bereits 1901 mit Stromschiene elektrifiziert worden war. Mit der Gründung der FS ging die Strecke Mailand–Varese und somit auch die Lokomotive 1905 an die neue Gesellschaft. Sie trug zuerst die Nummer 0301 und 0141, bevor sie zur E.420.001 wurde. Ab 1925 wurde die Lok nur noch im Rangierdienst eingesetzt und auf die Bahnstrecke Villa Literno–Napoli Gianturco versetzt, wo sie 1937 ausrangiert und an die SEPSA abgegeben wurde, welche die Ferrovia Cumana betreibt. Dort war die Lokomotive bis 1963 im Dienst.

## Technik
Die vierachsige Lokomotive hatte die damals oft gewählte Steeplecab-Anordnung, die aus einem Mittelführerstand zwischen zwei schräg abfallenden Vorbauten bestand. Der Antrieb erfolgte mittels vier Tatzlagermotoren.